# Zone de protection paysagère d'Ócsa
La Zone de protection paysagère d'Ócsa (hongrois : Ócsai Tájvédelmi Körzet, prononcé [ˈoːtʃɒi ˈtaːjveːdɛlmi ˈkøɾzɛt]) est une aire protégée située dans le comitat de Pest, au sud de Budapest, et dont le périmètre est géré par le Parc national Duna-Ipoly.
La zone est également un site Ramsar depuis le 17 mars 1989.